# Monstrul (film din 2005)
Monstrul (titlu original: Man-Thing) este un film american din 2005 regizat de Brett Leonard. Rolurile principale au fost interpretate de actorii Conan Stevens, Matthew Le Nevez, Rachael Taylor și Jack Thompson. Este bazat pe personajul omonim (Man-Thing) Marvel Comics.

## Distribuție
- Matthew Le Nevez - Sheriff Kyle Williams
- Rachael Taylor - Teri Elizabeth Richards
- Jack Thompson - Frederick Schist
- Rawiri Paratene - Peter Horn
- Alex O'Loughlin - Deputy Eric Fraser
- Steve Bastoni - Rene LaRoque
- Robert Mammone - Mike Ploog
- Pat Thompson - Jake Schist
- William Zappa - Steve Gerber
- John Batchelor - Wayne Thibadeaux
- Ian Bliss - Rodney Thibadeaux
- Brett Leonard - Val Mayerick
- Imogen Bailey - Sarah
- James Coyne - Billy James
- Cheryl Craig - Michele
- Conan Stevens - Ted Sallis / Man-Thing